# Татосов, Владимир Михайлович
Влади́мир Миха́йлович Тато́сов (10 мая 1926, Москва — 24 декабря 2021, Санкт-Петербург) — советский и российский актёр театра и кино, Народный артист РСФСР (1991).

## Биография
Владимир Татосов родился 10 мая 1926 года в Москве в семье бакинских армян. Детство провёл в Баку. В 1941 году поступил в спецшколу военно-воздушных сил города Свердловска, где проучился около двух лет. Участвовал в курсантской самодеятельности. Комиссар спецшколы, увидев его на сцене, направил его поступать в театральное училище с рекомендацией. Был зачислен на второй курс Свердловского театрального училища.
В 1946 году окончил театральную студию при Свердловском драматическом театре. В 1947 году был принят в труппу Ленинградского театра комедии, спустя некоторое время перешёл в Ленинградский театр им. Ленинского комсомола. В 1963 году стал артистом Большого академического драматического театра. В 1971 году перешёл на киностудию «Ленфильм». В 1993 году вновь стал актёром Санкт-Петербургского академического театра комедии им. Н. П. Акимова.
В кино принял участие в таких фильмах, как «Шестое июля», «Крах инженера Гарина», «Соломенная шляпка», «Приключения Шерлока Холмса и доктора Ватсона», «Гобсек», «Агент национальной безопасности», «Бандитский Петербург» и многие другие.
Озвучил множество фильмов, среди которых «Как стать звездой», «Ангар 18», «Без паники, майор Кардош!», «Ва-банк 2, или Ответный удар».
В 2005 году вышла его автобиографическая книга «А мне летать охота».
В 2014-м появился документальный фильм Александра Еремина «Владимир Татосов. Полёт к вечности».
10 мая 2021 года, в день 95-летнего юбилея артиста, программа «Прямой эфир» приурочила специальный выпуск, посвященный личной жизни и творчеству Татосова. За полгода до этого Владимир Михайлович уже приходил к Андрею Малахову на передачу «Привет, Андрей!», где вспоминались любимые песни из «Голубых огоньков».
Последние годы боролся с онкологическим заболеванием. В декабре 2021 года был госпитализирован. Скончался 24 декабря 2021 года на 96-м году жизни в Санкт-Петербурге. Похоронен 29 декабря на Смоленском православном кладбище (Киевская дорожка).

## Личная жизнь
Прадед Степан Николаевич Тер-Татевосян был главным священником Армянской церкви в Баку. Дед был нефтепромышленником на Каспии, отец — журналистом.  
Владимир Татосов жил в квартире композитора Глинки.
Жена Лидия. Со своей супругой Владимир Михайлович дважды вступал в брак.
В последние годы жизни Татосов жил в своей квартире в Петербурге вместе с псом Тотошкой.

## Звания
- Заслуженный артист РСФСР (30 декабря 1975)
- Народный артист РСФСР (18 марта 1991)[1].

## Творчество

### Роли в театре

#### Большой драматический театр имени М. Горького
- 1963 — «Карьера Артуро Уи» Б. Брехта; режиссёр: Э. Аксер — О'Кейси, чиновщик, ведущий следствие
- 1964 — «Я, бабушка, Илико и Илларион» Н. В. Думбадзе; реж.: Р. С. Агамирзян — Зурико
- 1965 — «Римская комедия» Л. Г. Зорина; реж.: Г. А. Товстоногов — Бен Захария
- 1969 — «Генрих IV» У. Шекспира. Постановка и оформление Г. А. Товстоногова — Немочь

### Фильмы-спектакли
- 1986—1987 — Истории кота Филофея — кот Филофей

### Фильмография
- 1954 — Большая семья — фотокорреспондент
- 1958 — В дни Октября — эсер Гоц, зампредседателя ЦИК Советов
- 1958 — Кочубей — Крайний
- 1960 — Ребята с Канонерского — фотограф
- 1961 — Двенадцать спутников — Жора
- 1963 — Голубой огонёк — участвовал в части «Город спит» с Анатолием Минцем
- 1963 — Путь на арену — Хачян, помощник режиссёра
- 1965 — Залп «Авроры» — Яков Свердлов
- 1965 — Первый посетитель — комиссар
- 1965 — Обещание счастья
- 1965 — Римские рассказы — жулик
- 1966 — Сегодня — новый аттракцион — укротитель лошади
- 1966 — Мсье Жак и другие — мсье Жак
- 1967 — Татьянин день — Яков Свердлов
- 1968 — Интервенция — Имерцаки, карточный шулер
- 1968 — Крах — Эванс, представитель фонда Форда
- 1968 — Шестое июля — председатель ВЦИКа Яков Свердлов
- 1968 — Юморески Валентина Катаева — морские обитатели
- 1968 — Время счастливых находок — Харлампий Диогенович, учитель математики
- 1969 — Смерть Вазир-Мухтара — граф Нессельроде, министр иностранных дел
- 1970 — Миссия в Кабуле — секретарь посольства Афганистана, (нет в титрах)
- 1970 — Салют, Мария! — Игнасио Мурьес
- 1970 — Поезд в завтрашний день — Яков Свердлов
- 1970 — Посланники вечности — Яков Михайлович Свердлов
- 1970 — Семья Коцюбинских — Яков Михайлович Свердлов
- 1970 — Сердце России — Яков Михайлович Свердлов / Осип Минор, председатель Московской городской думы, эсер
- 1971 — Чёрные сухари (СССР—ГДР) — Яков Свердлов
- 1972 — Бой после победы — Гиберти, помощник генерала Смайлса
- 1972 — Гроссмейстер — организатор сеанса одновременной игры
- 1973 — Последний подвиг Камо — сотрудник ЧК, встречал Софью на вокзале, (нет в титрах)
- 1973 — Свадьба (СССР—Югославия)
- 1973 — Крах инженера Гарина — Станислав Тыклинский
- 1973 — Сломанная подкова — контрабандист «адмирал»
- 1974 — Посылка для Светланы — Сергей Михайлович Кулагин
- 1974 — Ксения, любимая жена Фёдора — Кондратьев
- 1974 — Соломенная шляпка — Феликс, слуга Фадинара
- 1975 — Доверие — Яков Михайлович Свердлов
- 1975 — Любовь с первого взгляда — сосед Ашот
- 1976 — Волшебный круг — Самарин, режиссёр цирка
- 1978 — Последний год Беркута — Жарков, начальник уездной милиции
- 1978 — Поздняя встреча — Василий Михайлович, коллега Басалаева
- 1979 — Прерванная серенада — Тагиев
- 1979 — Выгодный контракт — Илья Николаевич Терентьев, снабженец
- 1980 — Карл Маркс. Молодые годы — Эдуард Бернштейн
- 1980 — Крах операции «Террор» — Сидней Рейли
- 1980 — Таинственный старик — официант Шестёркин
- 1982 — Тайна корабельных часов — Семён «Козёл»
- 1983 — Я тебя никогда не забуду — Акопян Сурен Георгиевич, военный-хирург, профессор Ереванского мединститута
- 1984 — Без семьи — старьёвщик
- 1984 — Тропинка в небо (короткометражная) — Хосров
- 1984 — Выигрыш одинокого коммерсанта — Каэтано
- 1986 — Ягуар — полковник, начальник военного училища
- 1986 — Приключения Шерлока Холмса и доктора Ватсона: Двадцатый век начинается — барон фон Хёрлинг
- 1987 — Ваш специальный корреспондент — Бадя Самоилэ
- 1987 — Гобсек — Гобсек
- 1988 — Сороковой день — Яков Давыдович, друг погибшего, (в титрах Тотосов)
- 1988 — История одной бильярдной команды — дон Чезаре, хозяин бара
- 1989 — Светлая личность — кассир-бухгалтер
- 1990 — Каталажка — дед Кацуба, старый портной
- 1991 — Преступление лорда Артура — декан Чичестер
- 1991 — По ком тюрьма плачет… — Пудов
- 1991 — И чёрт с нами! — изобретатель
- 1993 — Секретный эшелон — пожилой грузин
- 1993 — Сыскное бюро «Феликс»
- 1994 — Империя пиратов — французский капитан Жерар
- 1996 — Шрам. Покушение на Пиночета — дон Хоакин
- 1997 — История про Ричарда, Милорда и прекрасную Жар-птицу — покупатель «Агдама»
- 1997 — Легенда о Тиле
- 1998 — Агент национальной безопасности-1 — Асланов, глава рода (в серии Наследник)
- 2000 — Воспоминания о Шерлоке Холмсе — барон фон Хёрлинг
- 2001 — Бандитский Петербург-3 — Моисей Лазаревич Гутман, бухгалтер и деловой человек
- 2002 — Дурная привычка — Валериан Макарович, курьер, доставивший билеты
- 2003 — Убойная сила 5 (Аномальная зона, фильм 3) — дед Тарелка
- 2003 — Улицы разбитых фонарей 5 (Герой дня, 8 серия) — Игорь Петрович
- 2004 — Улицы разбитых фонарей 6 (Дуплет, 5 серия) — Павел Борисов («Дуплет»)
- 2005 — Подлинная история поручика Ржевского — Модест Порфирьевич
- 2006 — Мечта — Джангахир
- 2006 — Птица счастья — старик
- 2018 — Соло — Нечаев

### Озвучивание
- 1971 — Легенда об озере Парвана
- 1972 — Солярис — доктор Снаут (играет Юри Ярвет)
- 1974 — Соломенная шляпка — дядюшка Везине (играет Александр Бениаминов)
- 1976 — Небесные ласточки — директор театра-варьете (играет Илья Рахлин)
- 1984 — Ва-банк 2 — «Датчанин» (играет Витольд Пыркош)
- 1986 — Как стать звездой — попугай Вака
- 2004 — Агент национальной безопасности 5 сезон 51-52 серии — Жора Тифлисский (играет Владимир Норенко)